# Leichtathletik-Europameisterschaften 1990/4 × 400 m der Frauen

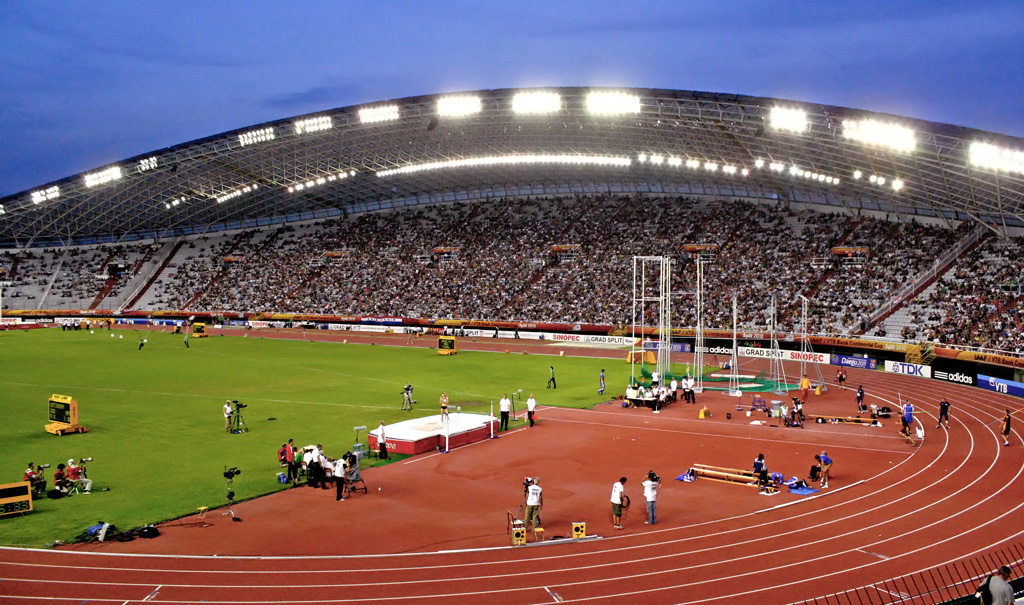
Das Stadion Poljud von Split im Jahr 2010

Die 4-mal-400-Meter-Staffel der Frauen bei den Leichtathletik-Europameisterschaften 1990 wurde am 31. August und 1. September 1990 im Stadion Poljud in Split ausgetragen.
Europameister wurde die DDR in der Besetzung Manuela Derr, Annett Hesselbarth, Petra Schersing und Grit Breuer.
Den zweiten Platz belegte die Sowjetunion mit Jelena Winogradowa, Ljudmyla Dschyhalowa, Jelena Rusina und Tatjana Ledowskaja sowie der im Vorlauf außerdem eingesetzten Marina Schmonina.
Bronze ging an Großbritannien in der Besetzung Sally Gunnell, Jennifer Stoute, Patricia Beckford und Linda Keough sowie der im Vorlauf außerdem eingesetzten Angela Piggford.
Auch die nur im Vorlauf eingesetzten Läuferinnen erhielten entsprechendes Edelmetall.

## Bestehende Rekorde
| Weltrekord           | 3:15,17 min | Sowjetunion (Tatjana Ledowskaja, Olga Nasarowa, Marija Pinigina, Olha Bryshina) | OS Seoul, Südkorea          | 1. Oktober 1988 |
| Europarekord         | 3:15,17 min | Sowjetunion (Tatjana Ledowskaja, Olga Nasarowa, Marija Pinigina, Olha Bryshina) | OS Seoul, Südkorea          | 1. Oktober 1988 |
| Meisterschaftsrekord | 3:16,87 min | DDR (Kirsten Emmelmann, Sabine Busch, Petra Müller, Marita Koch)                | EM Stuttgart BR Deutschland | . August 1986   |

Der bestehende EM-Rekord wurde bei diesen Europameisterschaften nicht erreicht. Die schnellste Zeit erzielte das Europameisterquartett aus der DDR im Finale mit 3:21,02 min, womit das Team 4,15 s über dem Rekord blieb. Zum Welt- und Europarekord fehlten 5,85 s.

## Vorrunde
31. August 1990
Die Vorrunde wurde in zwei Läufen durchgeführt. Die ersten drei Staffeln pro Lauf – hellblau unterlegt – sowie die darüber hinaus zwei zeitschnellsten Teams – hellgrün unterlegt – qualifizierten sich für das Finale.

### Vorlauf 1
| Platz | Staffel     | Besetzung                                                                        | Zeit (min) |
| ----- | ----------- | -------------------------------------------------------------------------------- | ---------- |
| 1     | Sowjetunion | Jelena Winogradowa Marina Schmonina (Vorlauf) Jelena Rusina Ljudmyla Dschyhalowa | 3:26,14    |
| 2     | Frankreich  | Fabienne Ficher Viviane Dorsile Évelyne Élien Marie-José Pérec                   | 3:28,49    |
| 3     | Ungarn      | Edith Molnár Erzsébet Szabó Noémi Bátori Judit Forgács                           | 3:30,41    |
| 4     | Spanien     | Gemma Bergasa Julia Merino Blanca Lacambra Esther Lahoz                          | 3:31,76    |

### Vorlauf 2
| Platz | Staffel        | Besetzung                                                                | Zeit (min) |
| ----- | -------------- | ------------------------------------------------------------------------ | ---------- |
| 1     | DDR            | Manuela Derr Annett Hesselbarth Petra Schersing Grit Breuer              | 3:28,22    |
| 2     | BR Deutschland | Helga Arendt Gabriela Lesch (Vorlauf) Karin Janke Silke-Beate Knoll      | 3:28,33    |
| 3     | Großbritannien | Angela Piggford (Vorlauf) Jennifer Stoute Patricia Beckford Linda Keough | 3:28,73    |
| 4     | Schweiz        | Regula Aebi Martha Grossenbacher Regula Scalabrin Anita Protti           | 3:30,19    |
| 5     | Finnland       | Anna Suuräkki Tuija Helander-Kuusisto Satu Jääskäläinen Sonja Finell     | 3:31,42    |
| 6     | Schweden       | Monika Klebe Ewa Johansson Maria Akraka Monica Westén                    | 3:33,89    |
| 7     | Rumänien       | Nicoleta Căruţaşu Aurica Mitrea Tudorița Chidu Ella Kovacs               | 3:52,34    |

## Finale
1. September 1990
| Platz | Staffel        | Besetzung | Zeit (min) |
| ----- | -------------- | --- | ---------- |
| 1     | DDR            | Manuela Derr Annett Hesselbarth Petra Schersing Grit Breuer                                                             | 3:21,02    |
| 2     | Sowjetunion    | Jelena Winogradowa Ljudmyla Dschyhalowa Jelena Rusina Tatjana Ledowskaja (Finale) im Vorlauf außerdem: Marina Schmonina | 3:23,34    |
| 3     | Großbritannien | Sally Gunnell (Finale) Jennifer Stoute Patricia Beckford Linda Keough im Vorlauf außerdem: Angela Piggford              | 3:24,78    |
| 4     | BR Deutschland | Karin Janke Andrea Thomas (Finale) Helga Arendt Silke-Beate Knoll im Vorlauf außerdem: Gabriela Lesch                   | 3:25,12    |
| 5     | Frankreich     | Fabienne Ficher Viviane Dorsile Évelyne Élien Marie-José Pérec                                                          | 3:25,16    |
| 6     | Schweiz        | Regula Aebi Martha Grossenbacher Regula Scalabrin Anita Protti                                                          | 3:29,94    |
| 7     | Ungarn         | Edith Molnár Erzsébet Szabó Noémi Bátori Judit Forgács                                                                  | 3:32,30    |
| 8     | Finnland       | Anna Suuräkki Tuija Helander-Kuusisto Satu Jääskäläinen Sonja Finell                                                    | 3:32,84    |

## Videolinks
- 1990 European Athletics Championships Women's 4x400m final, www.youtube.com, abgerufen am 29. Dezember 2022
- Women's Relay Finals World Athletics Championships Split 09-1990, veröffentlicht am 20. Februar 2018 auf youtube.com (englisch), abgerufen am 18. September 2019